# Shambyu

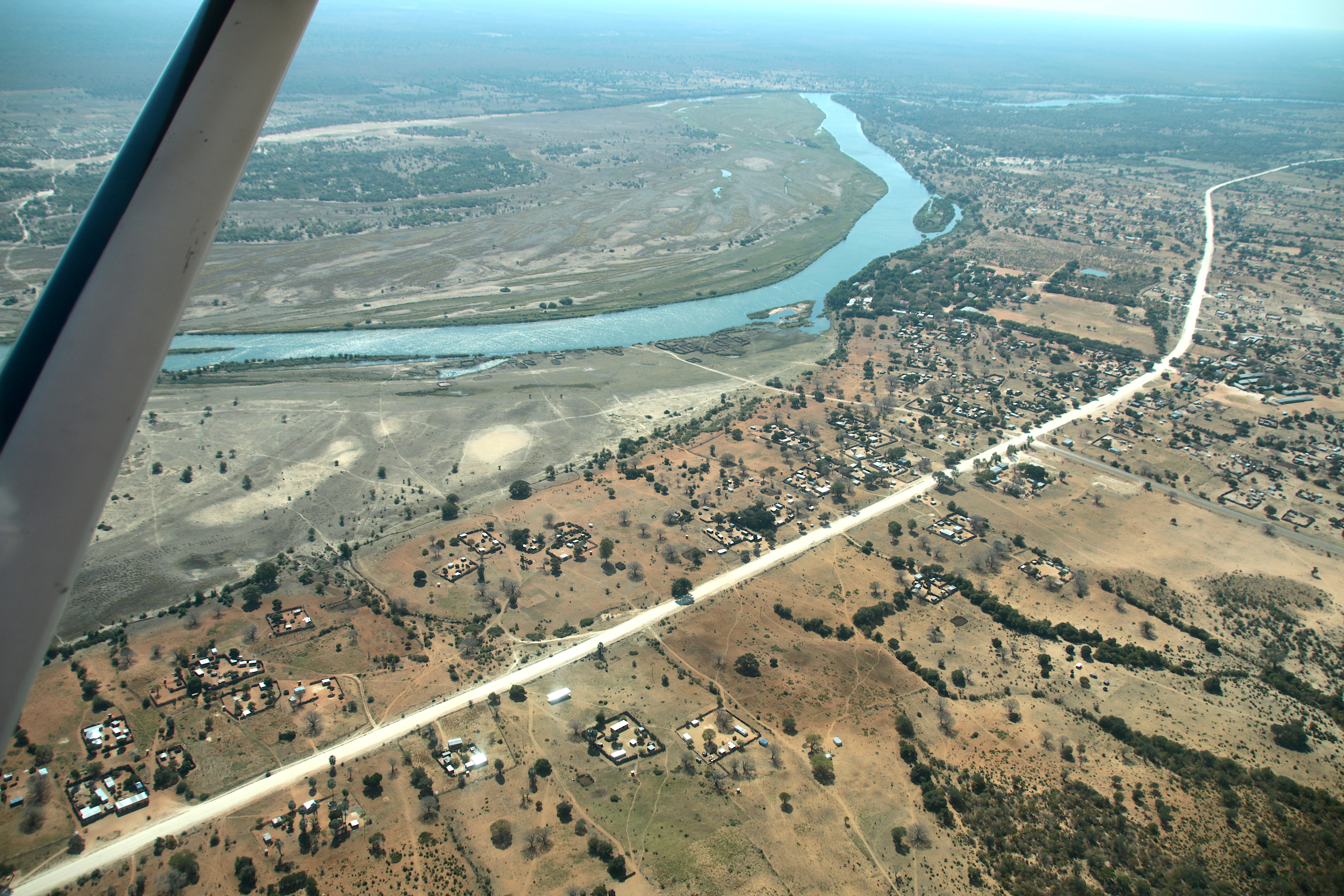
Shambyu am Okavango (2019)
Blick Richtung Nordosten

Shambyu ist eine Ansiedlung im Wahlkreis Mashare, Region Kavango-Ost im Nordosten Namibias. Mit den umliegenden Siedlungen Nayita, Utokota und Gove kommt Shambyu auf rund 21.000 Einwohner. Das Dorf liegt am Südufer des Okavango, oberhalb einer fruchtbaren Niederung, rund 30 Kilometer östlich der Stadt Rundu.

## Geschichte
Shambyu wurde 1930 als römisch-katholische Missionsstation gegründet und nach dem Stamm der Shambyu, Volksgruppe der Kavango benannt. Die Residenz der Shambyu-Könige befand sich zunächst in Uvungu-vungu (17° 54′ S, 19° 50′ O) und heute in Kayengona (17° 53′ S, 19° 53′ O). In den 1960er Jahren wurden ebenfalls von der römisch-katholischen Kirche in Namibia ein Krankenhaus und ein Jugendheim eröffnet. 1984 wurde in Shambyu der Grundstein für das Kavango-Museum durch hompa Maria Mwengere gelegt.